# Разумов, Александр Николаевич
Алекса́ндр Никола́евич Разумов (род. 24 августа 1944) — советский и российский учёный-медик, специалист в области медицинской реабилитации, восстановительного и санаторно-курортного лечения. Академик РАН (2013), РАМН (2004, членкор с 1997), доктор медицинских наук, профессор, заведующий кафедрой восстановительной медицины, реабилитации и курортологии Первого МГМУ им. И. М. Сеченова (с 1993). Президент Московского научно-практического центра медицинской реабилитации, восстановительной и спортивной медицины, главный специалист по медицинской реабилитации и санаторно-курортному лечению Департамента здравоохранения г. Москвы. Заслуженный деятель науки Российской Федерации (2003), лауреат премии Правительства Российской Федерации в области науки и техники (2004).
Без доброты здоровья не бывает

## Биография
Родился в деревне Шеперово Чаусского района Могилёвской области (по др. данным — родился в польском Люблине, а лишь после освобождения Беларуси семье удалось вернуться в Шеперево). В 1960 году поступил в Черниговское высшее военное авиационное училище летчиков-инженеров (прекратил там обучение из-за травмы, которая была получена при следующих обстоятельствах, как отмечает Изяслав Котляров: «Отказал мотор, но А. Н. Разумову хватило мужества и мастерства, чтобы увести самолёт от деревни Краснополка Черкасской области и даже посадить его без выпущенных шасси…»), в 1963—1968 гг. студент Гродненского медицинского института и в 1970 году окончил военно-медицинский факультет Саратовского медицинского института.
В 1978 году стал кандидатом медицинских наук, а в 1988 году защитил докторскую диссертацию по специальности «Авиационная и космическая медицина».
В 1970—1990 гг. как военнослужащий в Институте авиационно-космической медицины МО прошёл путь от младшего научного сотрудника до заместителя руководителя института, руководил экспериментальной лабораторией (с 1972 по 1979 год). Как вспоминал сам — отвечал в институте за испытания новых образцов авиационно-космической техники. А. Н. Разумов считает себя учеником экс-начальника этого института В. А. Пономаренко.
В 1990—1992 гг. директор научно-практического центра «Работоспособность» Миннефтегазстроя СССР.
В 1992—1998 гг. генеральный директор Московского центра проблем здоровья при Правительстве Москвы.
С 1998 по 2010 г. возглавлял Российский научный центр восстановительной медицины и курортологии Росздрава и с того же года назначен главным специалистом Минздравсоцразвития России по восстановительной медицине и реабилитации.
В 2011 году возглавил Московский научно-практический центр медицинской реабилитации, восстановительной и спортивной медицины Департамента здравоохранения города Москвы.
С 1993 года заведующий созданной им кафедры восстановительной медицины, ныне кафедры восстановительной медицины, реабилитации и курортологии Первого Московской государственного медицинского университета им. И. М. Сеченова.
Главный специалист по медицинской реабилитации и восстановительному лечению Департамента здравоохранения г. Москвы.
Профессор Международного открытого университета по комплементарной медицине (Нидерланды), академик РЭА, АЭН, Международной академии наук.
Под его началом защитились 40 докторов и 26 кандидатов наук.
Председатель экспертного Совета по восстановительной медицине, медицинской реабилитации и курортному делу Комитета по здравоохранению Государственной Думы РФ, член Экспертного Совета при Правительстве Российской Федерации, член ВАК Минобразования России.
Президент Национальной курортной ассоциации.
Президент Российского общества врачей восстановительной медицины, медицинской реабилитации, курортологов и физиотерапевтов.
Член Совета Некоммерческого партнёрства Национальной Медицинской Палаты.
Вице-президент ФЕМТЕК и председатель её медицинской комиссии.
Председатель Европейского комитета ВОЗ по проекту «Политика глобального оздоровления».
Входит в Экспертный совет Международного общественного движения «Мы любим Россию».
На VI Международном Форуме «Интегративная медицина 2011» в Академии Государственной Службы при Президенте Российской Федерации входил в Почетный Президиум.
Главный редактор журнала «Вопросы курортологии, физиотерапии и лечебной физкультуры», член редколлегий и редакционных советов научно-практических периодических изданий «Курортные ведомости» и «Актуальные вопросы восстановительной медицины», «Доктор.Ру».
Семья, дети, внуки.

## Научные  труды
Опубликовал свыше 600 научных работ, 11 монографий, в частности «Здоровье здорового человека» и «Экологическая физиология человека и восстановительная медицина», 3 учебных пособия, автор 12 патентов.

## Научная деятельность
Основными направлениями научных исследований являются разработка фундаментальных и прикладных проблем экологии человека, восстановительной медицины и медицинской реабилитации.
Как отмечается на сайте Первого МГМУ им. И. М. Сеченова: «А. Н. Разумов создал научную школу, основным направлением исследований которой является научное обоснование новых оздоровительно-лечебных технологий на основе применения естественных и преформированных физических факторов, что позволило развивать в стране интегративную медицину, объединяющую нелекарственные методы и методы классической медицины при оздоровлении, лечении и медицинской реабилитации пациентов».
Им разработана Концепция охраны здоровья здорового человека, поддержаная Всемирной организацией здравоохранения.
А. Н. Разумов отмечал: «В науке конверсия привела к созданию в авиационной и космической медицине нового научного направления — восстановительной медицины. Мы перенесли в неё все наиболее ценное и сейчас, по сути, занимаемся заботой о здоровье здорового человека. Мое глубокое убеждение: начинать надо именно с культуры здоровья. Её нужно воспитывать. Этим озабочен сегодня весь мир»; «Здоровье человека и здоровье общества — категории взаимосвязанные. Вот почему и нужны общие усилия».

## Награды
Награждён орденами Дружбы Народов (2015), орденом Пирогова (2025), «За службу Родине в ВС СССР III степени», им. Ярослава Мудрого — «Гордость науки и образования России», орденом и золотым крестом Святого Петра (седьмой удостоенный), медалями, в частности «За боевые заслуги».
Лауреат международной премии «Профессия — жизнь» в номинации «Выдающийся руководитель медицинского учреждения», премии имени М. В. Ломоносова в области науки и образования (2003), премии Правительства Российской Федерации в области науки и техники (2004), премии РАМН им. Н. А. Семашко за лучшую научную работу по теории и истории здравоохранения (2006), премии Минздравсоцразвития России «Лучший врач России» — «Призвание» за создание нового направления в медицине (2008).
Почётные звания
Почетный профессор Ливерпульского университета имени Дж. Мура (Великобритания).
Почетный гражданин города Чаусы.